# Валдемар Естевес да Кунья
Валдемар Естевес да Кунья (порт. Waldemar Esteves da Cunha; 9 серпня 1920, Сантус, Бразилія — 8 квітня 2013, Сантус, Бразилія) — до своєї кончини був найстаршим Королем Момо в Бразилії .

## Життєпис
Народився у портовому містечку Сантус у Бразилії 9 серпня 1920. Протягом багатьох років він працював у сімейній компанії.
У 1950 після марафону Доротея Дона на пляжі в Сантусі його обрали Королем Момо.
Він був королем Момо Сантуса до 1990 і до своєї кончини був найстарішим Королем Момо в Бразилії.
У 1957 через його хворобу Королем Момо був обраний Едуардо з Ріо-де-Жанейро. Після 1957 Валдемар був Королем Момо аж до 1990.
Вийшовши на пенсію, Вальдемар жив у Сантусі зі своєю дружиною та чотирма синами та шістьма племінниками  .

## Фотогалерея

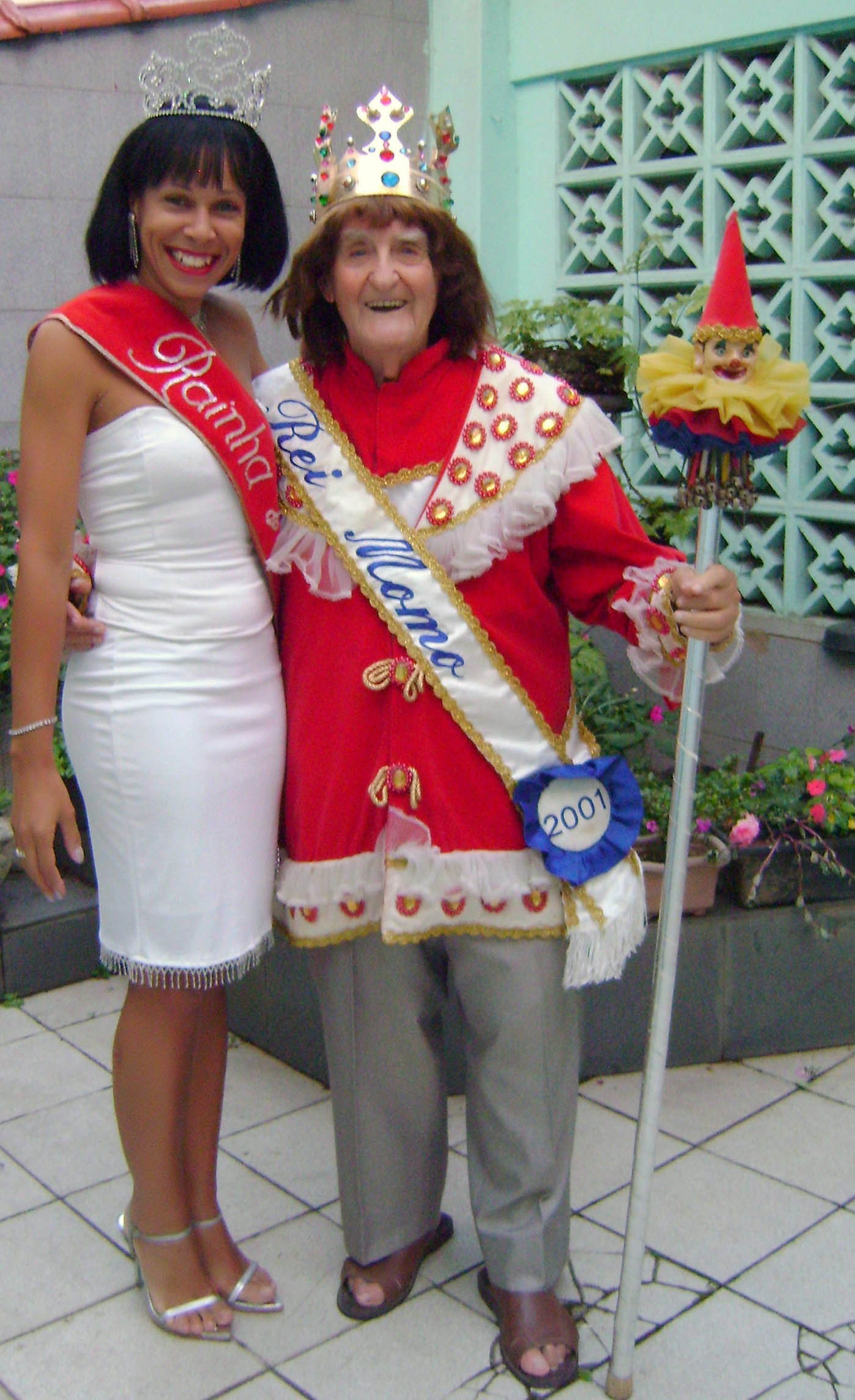
2008